# بنکرافت (کنتاکی)
بنکرافت (به انگلیسی: Bancroft) شهری در ایالت کنتاکی کشور ایالات متحده آمریکا است که جمعیت آن در سرشماری سال ۲۰۱۰ میلادی، ۴۹۴ نفر بوده‌است.